# Château de Foișor
Le château de Foișor est une résidence royale attachée au domaine du château de Peleș, situé à Sinaia, en Roumanie. Lieu politique et symbolique important, il accueille des événements royaux d'importance nationale et est visité par de nombreuses personnalités politiques du monde,.
Sa construction s'étend de 1896 à 1897, sous le règne du roi Carol Ier. Le château sert différents usages au fil du temps : construit initialement comme un pavillon de chasse et un poste d'observation, il sert ensuite de résidence à la famille royale lors de la restauration du château de Peleș jusqu'en 1883 (notamment Carol Ier et Élisabeth de Wied, ainsi que Ferdinand Ier et Marie de Saxe-Cobourg-Gotha). À la mort d'Élisabeth de Wied en 1916, le bâtiment est abandonné. Michel Ier de Roumanie y naît en 1921. Carol II, alors roi de Roumanie, y vit entre 1930 et 1940. Le bâtiment est victime d'un incendie au printemps 1932 et est presque entièrement consumé. Il est alors reconstruit à cette période. Dans les années 1960, Nicolae Ceaușescu fait agrandir le bâtiment de près de deux tiers de sa longueur. Son accès est totalement interdit en 1975 et est gardé par du personnel militaire jusqu'en 1990. Contrairement aux châteaux de Peleș et Pelișor qui ont été restitués à la maison royale, le château de Foișor est resté la propriété de l'État roumain,,.

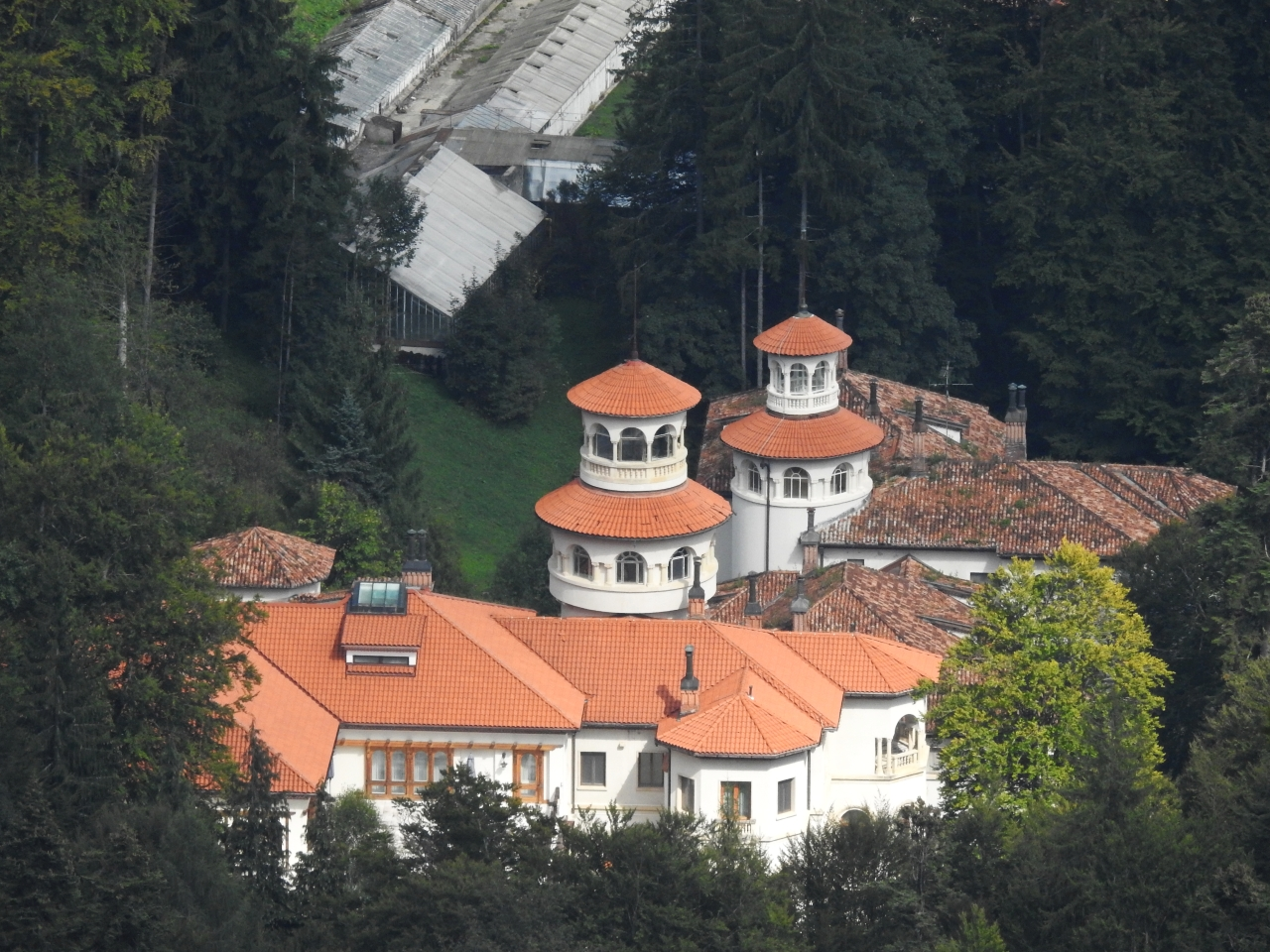
Le château de Foișor en 2018.

Son architecture est caractérisée par un style néo-roman avec des influences alpines. L'intérieur, composé de 42 chambres, de bureaux, de salons, de salles à manger, d'une salle de théâtre, rappelle la période de la royauté roumaine, avec des meubles d'époque, des objets d'art et des tapisseries. Le château se distingue par sa haute tour qui offre une vue sur la vallée de Prahova,,.